# Soliman Katania
Soliman Katania (ou Katanieh) est le douzième pacha triennal de la régence d'Alger. Son règne de moins d'une année s'étend de 1617 à 1618.

## Biographie
En 1617, Soliman Katania est désigné pacha d'une régence devenue ingouvernable. Les Français tente un rapprochement en livrant des prisonniers Turcs à Alger. Cette initiative est un échec cuisant, l'armée algérienne allant même jusqu'à attaquer le Bastion France et massacrer ses occupants. Le pacha est dans l'incapacité de rétablir l'autorité ottomane et est démis de ses fonctions, à la suite de plaintes de la France, au profit de Hussein Cheikh, après seulement quelques mois au pouvoir,.